# Jacksonville (Georgia)
Jacksonville es un pueblo ubicado en el condado de Telfair en el estado estadounidense de Georgia. En el censo de 2000, su población era de 118.

## Demografía
En el 2000 la renta per cápita promedia del hogar era de $17,045, y el ingreso promedio para una familia era de $20,000. El ingreso per cápita para la localidad era de $9,829. Los hombres tenían un ingreso per cápita de $21,250 contra $17,188 para las mujeres.

## Geografía
Jacksonville se encuentra ubicado en las coordenadas 31°48′48″N 82°58′31″O / 31.81333, -82.97528 (31.813397, -82.975191).
Según la Oficina del Censo, la localidad tiene un área total de 2,9 km² (1,1 mi²), de la cual 2,9 km² (1,1 mi²) es tierra y 0 km² (0 mi²) (0.00%) es agua.